# Alvan (Estados Unidos)
Alvan es una villa ubicada en el condado de Vermilion en el estado estadounidense de Illinois. En el Censo de 2010 tenía una población de 270 habitantes y una densidad poblacional de 131,46 personas por km².

## Geografía
Alvan se encuentra ubicada en las coordenadas 40°18′25″N 87°36′25″O / 40.30694, -87.60694. Según la Oficina del Censo de los Estados Unidos, Alvan tiene una superficie total de 2.05 km², de la cual 2.05 km² corresponden a tierra firme y (0%) 0 km² es agua.

## Demografía
Según el censo de 2010, había 270 personas residiendo en Alvan. La densidad de población era de 131,46 hab./km². De los 270 habitantes, Alvan estaba compuesto por el 96.67% blancos, el 0.74% eran afroamericanos, el 0.37% eran amerindios, el 1.11% eran asiáticos, el 0% eran isleños del Pacífico, el 0.74% eran de otras razas y el 0.37% pertenecían a dos o más razas. Del total de la población el 1.85% eran hispanos o latinos de cualquier raza.